# André Godinat
André Godinat, né le 3 septembre 1903 à Reuil et mort le 3 octobre 1979 à Épernay, est un coureur cycliste français. Sociétaire de L’Union Vélocipédique de Reims, puis du Bicycle Club Rémois, professionnel de 1928 à 1937, il a été champion de France sur route en 1932 et vainqueur d'étape du Tour de France 1931.

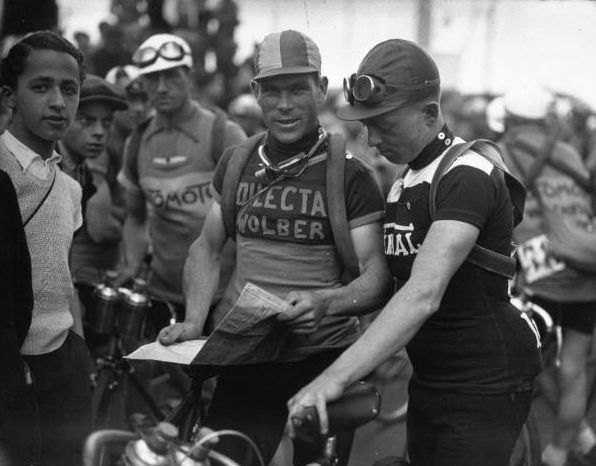
Godinat et Level, Paris-St Etienne, 1934

## Palmarès
- 1925
  - 2e du Circuit de Champagne
- 1928
  - Nancy-Colmar
  - Grand Prix de la Métallurgie
  - 2e de Paris-Montigny-en-Gohelle
- 1929
  - Grand Prix de Reims
  - Grand Prix de l'U.V.R.[1]
  - 3e de Paris-Rennes
- 1930
  - Circuit de la Vienne
  - 3e de Paris-Vichy
  - 3e du Circuit des villes d'eaux d'Auvergne
  - 3e du Circuit de l'Allier
  - 3e du Circuit du Puy-de-Dôme
- 1931
  - 4e étape du Tour de France
  - Paris-L'Aigle
  - Épernay-Chaumont-Épernay :
    - Classement général
    - 1re étape

  - 3e du Grand Prix de Plouay
- 1932
  -  Champion de France sur route
  - 9e du championnat du monde sur route
- 1933
  - 2e du Circuit de Champagne
  - 2e du Circuit de la Vienne
- 1934
  - 2e de Paris-Poitiers
  - 2e du Poitiers-Saumur-Poitiers
  - 3e du championnat de France sur route
  - 5e de Paris-Roubaix
- 1935
  - 2e du Paris-Poitiers
  - 2e du Paris-Sedan
  - 3e du Circuit de l'Indre
  - 3e du Grand Prix d'Issoire

## Résultats sur les grands tours

### Tour de France
3 participations
- 1928 : abandon (7e étape)
- 1929 : abandon (9e étape)
- 1931 : abandon (12e étape), vainqueur de la 4e étape

### Tour d'Italie
1 participation
- 1932 : 47e